# Augusto Delkáder
Augusto Delkáder Teig (Cádiz, 1950), es un periodista español. Ocupó distintos puestos en la dirección del periódico El País y más tarde fue nombrado directivo del Grupo Prisa, división Prisa/Unión Radio.

## Biografía
Nacido el seno de una familia de padre marroquí y madre catalana, es licenciado en Derecho y Ciencias de la Información por la Universidad Complutense de Madrid, y amplió sus estudios en el Reino Unido y Estados Unidos. Como periodista ha sido director del Diario de Cádiz, miembro del equipo cofundador del diario El País, publicación de la que fue director adjunto diez años y Consejero Delegado de la Cadena SER y de Unión Radio. En 2010 fue nombrado presidente de Prisa Radio y de la Sociedad Española de Radiodifusión (SER), en sustitución de Ignacio Polanco. Ese mismo año se produjo uno de los hechos históricos en la radio española, la destitución de Paco González al frente de Carrusel Deportivo, decisión que tomó Daniel Anido y apoyó el propio Augusto.
En 2015, presidente de Asociación Española de Radiodifusión Comercial (AERC).
En otros ámbitos, ha sido presidente del consejo social de la Universidad de Cádiz y patrono de la Fundación de las Tres Culturas del Mediterráneo. En 2002 se le concedió la Medalla de Andalucía.
En el año 2013 pasó a integrar el consejo de dirección de Sacyr (empresa cotizada española dedicada a la construcción y obras públicas) en calidad de consejero independiente, Desde 2015, es vocal independiente de la comisión ejecutiva de dicha entidad, cargo que mantuvo en 2017.

## Distinciones honoríficas
- Hijo Predilecto de la provincia de Cádiz (2005)[5]
- III Premio Federico Joly[6]